# Ibrahim
Ibrahim (arab. إبراهيم, Ibrāhīm) – imię arabskie, pochodzące od starotestamentowego Abrahama.

## Znani
- Ibrahim – syn Mahometa
- Ibrahim I – sułtan z dynastii Osmanów
- Ibrahim Abbud – prezydent Sudanu
- Ibrahim Afellay – holenderski piłkarz marokańskiego pochodzenia
- Ibrahim al-Dżaafari – premier Iraku
- Ibrahim Babangida – prezydent Nigerii
- Ibrahim Biogradlić – bośniacki piłkarz
- Ibrahim Haszim – wielokrotny premier Jordanii
- Ibrahim ibn Jakub – Żyd sefardyjski, kronikarz, podróżnik i kupiec
- Ibrahim ibn Taszfin – władca Maroka z dynastii Almorawidów
- Ibrahim Pasza – wicekról Egiptu
- Ibrahim Rugova – prezydent Kosowa
- Ibrahim Szejtan – dowódca pokonany w Bitwie pod Żurawnem przez Jana Sobieskiego

## Inne znaczenia
- Ibrahim – piosenka Davida Friedmana
- Ibrahim - 14. sura Koranu